# جورج ابراهیم عبدالله
جورج ابراهیم عبدالله (۲ آوریل ۱۹۵۱) مبارز سابق لبنانی و بنیان‌گذار دسته‌های انقلابی مسلح لبنان (LARF) است. 
. او  به‌ دلیل همدستی در ترور چارلز آر. ری و یاکوف بار-سیمانتوف در سال ۱۹۸۲ به اتهام تروریسم محکوم شد و ۴۱ سال از حکم حبس ابد خود را در زندان لانمزان در فرانسه گذراند. عبدالله در ژوئیۀ ۲۰۲۵ آزاد شد.  در ۱۵ نوامبر ۲۰۲۴، یک دادگاه فرانسوی دستور آزادی او را برای تاریخ ۶ دسامبر ۲۰۲۴ صادر کرد، مشروط بر این‌که فرانسه را ترک کند. اما دادستانی کشور به این حکم اعتراض کرد. در ۱۷ ژوئیه ۲۰۲۵، دادگاه تجدیدنظر پاریس حکم آزادی او را مشروط بر اخراج فوری‌اش از فرانسه به لبنان صادر کرد. این حکم در ۲۵ ژوئیه ۲۰۲۵ اجرا شد. 

## سال‌های نخستین و فعالیت‌های مبارزاتی
جورج ابراهیم عبدالله، یک مسیحی مارونی لبنانی، در ۲ آوریل ۱۹۵۱ در شهرک عمدتاً مارونی‌نشین القُبیّات در شمال لبنان به دنیا آمد. او به عنوان معلم دبیرستان کار کرد و همچنین عضو حزب اجتماعی ملی سوریه (SSNP) بود.
او در سال ۱۹۷۸ در جریان یورش اسرائیل به لبنان زخمی شد.در همان سال، به جبهه خلق برای آزادی فلسطین (PFLP) پیوست و سال بعد، در ۱۹۷۹، به همراه شماری از بستگانش، گروه «دسته‌های مسلح انقلابی لبنان» (LARF، دمال) را بنیان‌ گذاشت. این سازمان از مارونی‌هایی تشکیل شده بود که توسط جبهه خلق آموزش دیده بودند. دمال پنج عملیات انجام دادند، از جمله چهار حمله در فرانسه در سال‌های ۱۹۸۱ و ۱۹۸۲.   این گروه با دیگر سازمان‌های مبارز چپ‌گرای افراطی در اروپا، مانند اکسیون دیره در فرانسه، بریگادهای سرخ در ایتالیا و فراکسیون ارتش سرخ در آلمان، در ارتباط بود.

## دستگیری
در اوایل آوریل ۱۹۸۴، پلیس فرانسه مخفیگاهی در پاریس را که متعلق به او بود، شناسایی کرد و در آن، انبوهی از سلاح‌ها کشف شد؛ از جمله یک تپانچه ساخت چک با کالیبر ۷٫۶۵ و ۲۵ کیلوگرم مواد منفجره، راکت، مسلسل و سایر سلاح‌ها.
در ۲۴ اکتبر ۱۹۸۴، او با مراجعه به یک ایستگاه پلیس در لیون، خواستار محافظت در برابر عوامل موساد شد که ادعا می‌کرد در تعقیب او هستند. او به اتهاماتی از جمله در اختیار داشتن گذرنامه‌های جعلی الجزایری و مالتایی، مشارکت در یک توطئۀ مجرمانه و نگهداری غیرقانونی سلاح و مواد منفجره، دستگیر شد. عبدالله در سال ۱۹۸۷ به اتهام مشارکت در قتل سرهنگ دوم چارلز آر. ری، معاون وابستۀ نظامی آمریکا، و دیپلمات اسرائیلی یعقوب بار-سیمانتوف که در ۳ آوریل ۱۹۸۲ در برابر منزلش در پاریس به قتل رسید، به حبس ابد محکوم شد. همچنین او در سوءقصد نافرجام به رابرت او. هوم، کنسول پیشین آمریکا در استراسبورگ، در ۲۶ مارس ۱۹۸۴ نیز دخیل شناخته شد. این قتل‌ها در واکنش به دخالت آمریکا و اسرائیل در سرکوب سازمان‌های مسلح فلسطینی در لبنان و به‌دنبال اشغال لبنان توسط اسرائیل در ژوئن ۱۹۸۲ انجام شد. گروه دسته‌های مسلح انقلابی لبنان (LARF) مسئولیت این ترورها را بر عهده گرفت. 
عبدالله در فرانسه زندانی شد. او در دوران حبس، بیانیه‌هایی در همبستگی با زندانیان سایر گروه‌های کمونیستی منتشر می‌کرد، از جمله احمد سعدات، گروه اکسیون دیره و گرپو. 
پس از دستگیری‌اش، او شهادت داد: «من این کار را به خاطر بی‌عدالتی‌هایی که در حق حقوق بشر در مورد فلسطین می‌شود، انجام می‌دهم.»

## درخواست‌های آزادی
در سال ۱۹۹۹، عبدالله حداقل مدت حکم حبس ابد خود را گذراند، اما چندین درخواست آزادی مشروط او رد شد. در سال ۲۰۰۳، دادگاه با آزادی مشروط او موافقت کرد، اما وزارت امور خارجه ایالات متحده آمریکا با این تصمیم مخالفت کرد. دومینیک پربن، وزیر دادگستری وقت فرانسه، علیه آزادی او اعتراض کرد. 
در ۱۰ ژانویه ۲۰۱۳، عبدالله در پی درخواست تجدیدنظر، توسط هیئت اجرای احکام پاریس به آزادی مشروط محکوم شد، مشروط بر اینکه از فرانسه اخراج شود. وکیل عبدالله گفت موکلش امیدوار است به لبنان بازگردد و به تدریس مشغول شود. ویکتوریا نولاند، سخنگوی وزارت امور خارجه آمریکا، در ۱۱ ژانویه ۲۰۱۳ به رسانه‌ها اعلام کرد که دولت آمریکا با آزادی او مخالفت دارد. سفیر ایالات متحده در فرانسه، چارلز ریوکین نیز به این موضوع اعتراض کرد."
در جریان بحران گروگان‌های جنگ غزه، هیئتی از حزب کمونیست لبنان با رهبران حماس در لبنان دیدار کرد و در پایان جلسه، نامه‌ای رسمی به رهبران حماس تحویل دادند که در آن حزب خواستار پیگیری مسئلۀ آزادی جورج ابراهیم عبدالله در هر معاملۀ تبادل آینده شدند.
در ۱۵ نوامبر ۲۰۲۴، یک دادگاه فرانسوی دستور آزادی او را با شرط ترک فرانسه در تاریخ ۶ دسامبر همان سال صادر کرد. دادستانی کشور علیه این حکم اعتراض کرد.در ۱۷ ژوئیه ۲۰۲۵، دادگاه تجدیدنظر پاریس دستور آزادی او را صادر کرد که بلافاصله با اخراج به لبنان همراه باشد.  این تصمیم در ۲۵ ژوئیه اجرا شد.

## زندگی شخصی
او عمو یا دایی کلوئه دلوم  است..

## افتخارات
در دسامبر ۲۰۱۳، شهر بانیوله (حومه شرقی پاریس) به تصویب رساند که عبدالله را به‌عنوان «ساکن افتخاری» معرفی کند. مصوبۀ شورای شهر او را به‌عنوان «فعال کمونیست» و «زندانی سیاسی» توصیف کرد که «عضوی از جنبش مقاومت لبنان» است و «مدافع قاطع آرمان عادلانه فلسطین» محسوب می‌شود. اما در ژوئیه ۲۰۱۴، دادگاه اداری مونتروی تصمیم شورای شهر برای اعطای شهروندی افتخاری به عبدالله را لغو کرد.